# Edmonton Indy
Honda Indy Edmonton — первая гонка серии IRL IndyCar в Канаде. Этап проводится в Эдмонтоне (Альберта) на трассе, проложенной по взлётно-посадочным полосам местного центрального аэродрома.
Соревнование, под именем Гран-при Эдмонтона, основано в 2005 году как этап мировой серии ChampCar.
C объединением Champ Car и Лиги гонок Indy в начале 2008-го этап сразу перекочевал в календарь объединённого первенства.
C 2010 года этап проводится при поддержке канадского отделения компании Honda.
Этап традиционно сопровождает этап канадского первенства NASCAR — серии NASCAR Canadian Tire и одно из младших «формульных» первенств — с 2009 года это серия Indy Lights.

## История этапа

### Первые годы. Champ Car
Трёхлетие, во время которого этап входил в календарь мировой серии Champ Car, прошло при значительном преимуществе Себастьена Бурде. Француз ни разу не финишировал ниже чем на второй позиции и одержал две победы. На счету уроженца Ле Мана также один поул и один быстрейший круг в гонке.
Оставшаяся победа досталась Джастину Уилсону. На счету британца в Эдмонтоне также одно второе и одно четвёртое место.

### 2008
Дебютная гонка объединённого IndyCar прошла под знаком борьбы двух претендентов на титул того года — Скотта Диксона и Элио Кастроневеса. Бразилец поначалу лидировал, однако проиграл гонку на решающем пит-стопе, когда механики Chip Ganassi Racing сработали чуть быстрее.
Обладатель поула Райан Бриско не смог поддерживать и в гонке темп лидеров и финишировал лишь шестым.
Свою лучшую в сезоне гонку провёл Джастин Уилсон — двукратный вице-чемпион серии Champ Car впервые в сезоне смог финишировать в тройке лучших.

### 2009—2010
Пилоты Team Penske продолжают выступать чуть лучше, чем все остальные соперники. Три года подряд на их счету полностью занятый первый ряд стартового поля. В 2009 году команда одержала двойную победу — главный приз соревнований Роджеру Пенске принёс Уилл Пауэр. Могли одержать двойную победу и в 2010-м, но неразбериха на последнем рестарте позволила пробиться на первое место всё тому же Диксону. Кастроневес был оштрафован и оказался 10-м в итоговой классификации.

## Победители прошлых лет

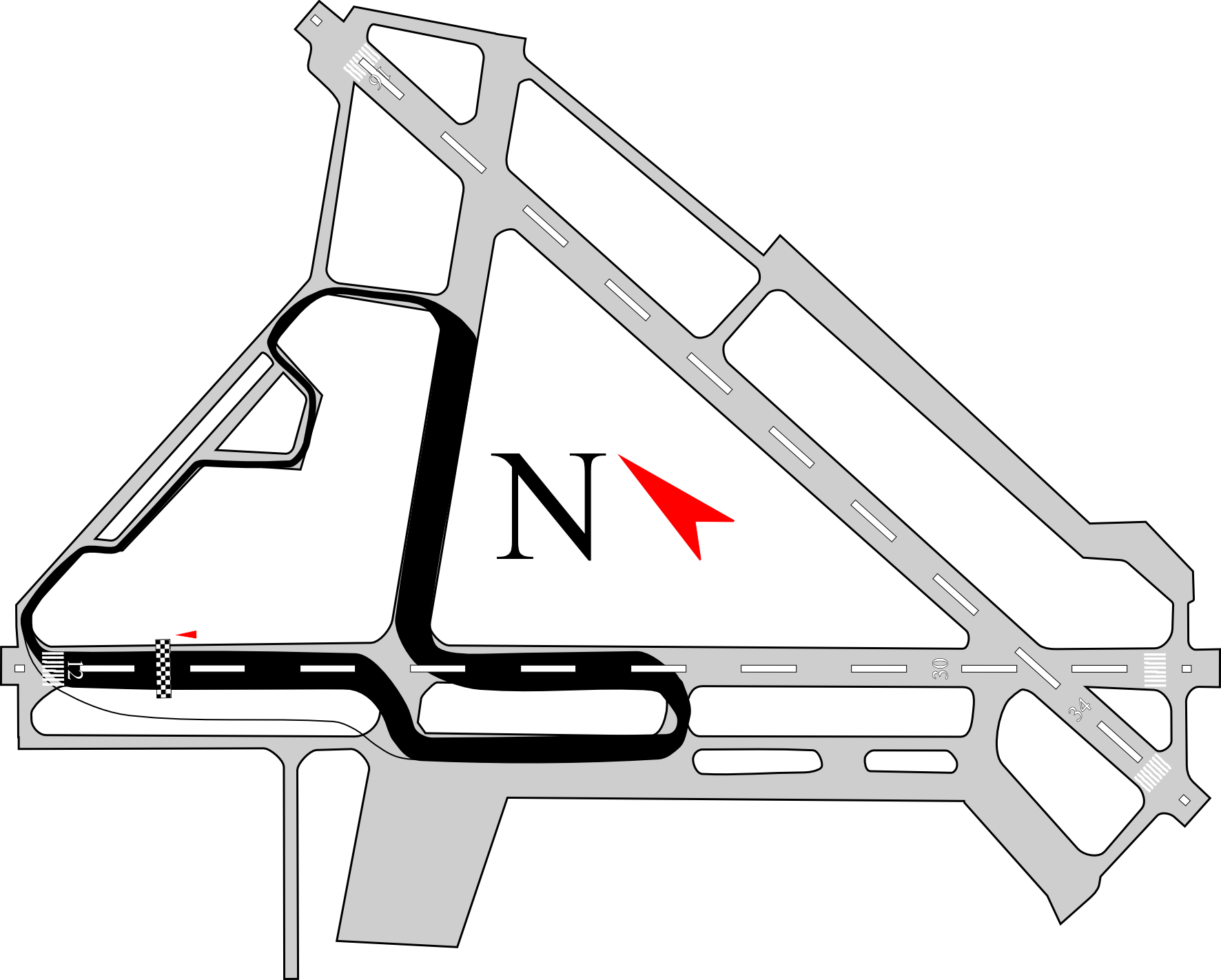
Расположение трассы в границах аэропорта.

### Champ Car/IndyCar
| Сезон                  | Дата                 | Пилот-победитель     | Шасси                | Двигатель            | Команда                    | Отчёт                |
| этап серии Champ Car   | этап серии Champ Car | этап серии Champ Car | этап серии Champ Car | этап серии Champ Car | этап серии Champ Car       | этап серии Champ Car |
| ---------------------- | -------------------- | -------------------- | -------------------- | -------------------- | -------------------------- | -------------------- |
| 2005                   | 17 июля              | Себастьен Бурде      | Lola                 | Ford-Cosworth        | Newman/Haas Racing         | Отчёт                |
| 2006                   | 23 июля              | Джастин Уилсон       | Lola                 | Ford-Cosworth        | RuSPORT                    | Отчёт                |
| 2007                   | 22 июля              | Себастьен Бурде      | Panoz                | Cosworth             | Newman/Haas/Lanigan Racing | Отчёт                |
| этап серии IRL IndyCar |                      |                      |                      |                      |                            |                      |
| 2008                   | 26 июля              | Скотт Диксон         | Dallara              | Honda                | Chip Ganassi Racing        | Отчёт                |
| 2009                   | 26 июля              | Уилл Пауэр           | Dallara              | Honda                | Penske Racing              | Отчёт                |
| 2010                   | 25 июля              | Скотт Диксон         | Dallara              | Honda                | Chip Ganassi Racing        | Отчёт                |

### Атлантический чемпионат / IndyLights

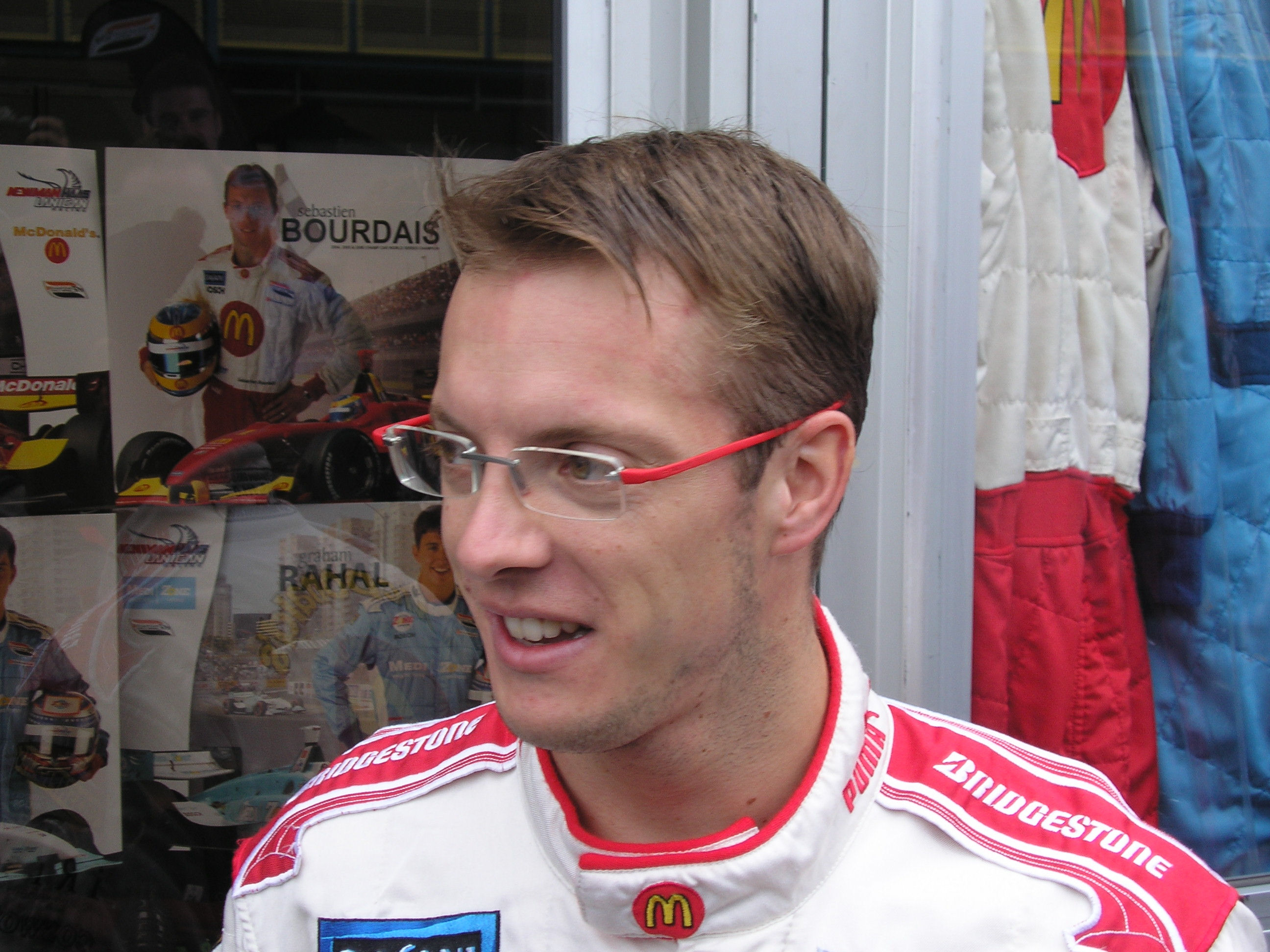
Себастьен Бурде — один из первых победителей Большого приза Эдмонтона.

| Сезон                          | Дата                           | Победитель                     |
| этап Атлантического чемпионата | этап Атлантического чемпионата | этап Атлантического чемпионата |
| ------------------------------ | ------------------------------ | ------------------------------ |
| 2005                           | 17 июля                        | Кэтрин Легг                    |
| 2006                           | 23 июля                        | Симон Пажно                    |
| 2007                           | 21 июля                        | Рафаэл Матос                   |
| 2007                           | 22 июля                        | Рафаэл Матос                   |
| 2008                           | 25 июля                        | Джонатан Бомарито              |
| 2008                           | 26 июля                        | Джонатан Саммертон             |
| этап Firestone Indy Lights     |                                |                                |
| 2009                           | 25 июля                        | Джей-Ар Хильдебранд            |
| 2010                           | 25 июля                        | Джеймс Хинчклифф               |

### Канадский чемпионат NASCAR
| Сезон | Дата    | Победитель     |
| ----- | ------- | -------------- |
| 2007  | 21 июля | Джон Фицпатрик |
| 2008  | 26 июля | Алекс Тальяни  |
| 2009  | 25 июля | Эндрю Рэнджер  |
| 2010  | 25 июля | Джон Фицпатрик |